# ファンタシースター 千年紀の終りに
『ファンタシースター 千年紀の終りに』（ファンタシースター せんねんきのおわりに、Phantasy Star: The end of the millennium）は、1993年にセガから発売されたロールプレイングゲーム（RPG）。1993年12月17日にメガドライブ用ソフトとして発売された。セガのRPGシリーズ・ファンタシースターシリーズの1作にあたる。

## 概要
ファンタシースターシリーズの初期4部作（詳細は当該項目先を参照）では最終（4）作目となる。制作中のタイトルは『ファンタシースターIV』だったが、日本国内版では最終的に「IV」は取り払われてリリースされている。日本国外では、『Phantasy Star IV: The End of the Millennium』（ファンタシー・スター・フォー - ジ・エンド・オブ・ザ・ミレニアム）のタイトル名で「IV」が付き、北米および欧州で発売された（なお、ゲームのタイトル画面は日本版と同じで、タイトルロゴには「IV」が付いていない）。
ストーリーは4部作の完結編として位置づけられており、本作以前に出た過去作へのオマージュや、ストーリー的な繋がりが多数用意されている。当時としては大容量のROMを生かしたビジュアルイベント発生時では、小さなウインドウを次々と表示し、漫画のコマのように見せる演出が特徴的である。
メガドライブ以外にも様々な家庭用ゲーム機・パソコンOS用に移植されている（詳細は#移植版を参照）。

## システム
ゲーム自体はオーソドックスな2D型のRPGだが、独自のシステムを多数搭載している。

### HP（ヒットポイント）
各キャラクターにはHP（ヒットポイント）があり、戦闘中に攻撃を受けることで減っていき、HPが0になるとそのキャラクターは瀕死の状態となり、他のキャラクターに回復して貰うか宿屋に泊まるまでは行動ができなくなる。フィールドでは動かず棒立ち状態のままとなる。また戦闘中にパーティ全員のHPが0になると、その地点でゲームオーバーである。ただしアンドロイドに限っては、戦闘中にHPが0になっても戦闘終了後に1に回復するので行動不能にはならない、HPも1歩ごとに1回復するという仕様だが歩かず回復するには通常の回復アイテムではなくリペアキットという専用のアイテムが必要である。

### テクニック・特技
テクニックとマジック
一般的なゲームでの『魔法』に相当する「テクニック」は、本作シリーズでは人類の科学的な産物（技術）とされている。パルマ人・モタビアン・デゾリアンが使え、アンドロイドは使えない。
テクニックはTPと呼ばれるポイントを消費して使用する。消費TPはテクニックによって異なる。キャラクターのTPがあるテクニックの消費TPを下回った場合はそのテクニックは使えなくなるが、宿泊や回復フィールド、特技などによってTPを回復できる。また、レベルアップの際にアンドロイド以外は最大TPが増加する。
テクニックには攻撃・回復・補助の三種類が存在し、中には「生物」「機械」などの対象によって効果が異なるものもある。例えば「ジェルン」「レスタ」「サボルト」など、生命活動に干渉するテクニックは機械に対してはまったく効果が無い。
これとは別に「マジック」と呼ばれるものが存在する。これは意味合い的にも『魔法』に近く、古代から存在し「エスパー」としての能力を持つ者にしか使えない。
特技
マジック・武技・体術・アンドロイドの内蔵兵器など、テクニックとは異なるキャラクター個々の「技」である。テクニックと異なりこちらは一つ一つの技ごとに使用回数が制限されるが、残り回数が0になっても宿泊や回復フィールドの利用で全回復する。また、レベルアップの際に最大使用回数が増加する。
テクニック同様に特技にも攻撃・回復・補助の三種類が存在し、対象によって効果が異なるものもある。

### コンビネーションバトル
複数のキャラクターによる特定のテクニック・特技の連続した組み合わせが、新たな大技に変化する。
- 例：テクニック「ザン（かまいたちを起こして攻撃）」+テクニック「フォイエ（火の玉を当てる攻撃）」=「ファイアストーム（火災旋風で敵全体を攻撃）」

コンビネーション攻撃は主人公パーティだけでなく、敵モンスターも使用してくる。

### マクロ
戦闘時のパーティの行動を8つまであらかじめ登録しておける。これにより、戦闘時のコマンド入力を省力化したり、コンビネーション攻撃を成功しやすくできる。
ゲームの進行に伴ってパーティの行動範囲が変化し、出現する敵も変化していくので、敵に応じた有効な戦術をマクロに設定しておくことでスピーディに戦闘を行える。また、「全員が『たたかう』」マクロを設定しておくことで、通常攻撃だけの力押しで倒せる敵と戦う際に「たたかう」コマンドを連発する手間を省ける。
マクロを実行すると、パーティは「すばやさ」に関係なく登録された順番にキャラクターが行動するので（敵の行動が割り込むことはある）素早いキャラクターが遅いキャラクターの後に登録されたマクロを実行すると全体の行動開始が遅くなる。一方、順序も発動条件になっているコンビネーション攻撃をマクロに登録すれば、各キャラクターの「すばやさ」に関係なくパーティの行動順が固定されるので成功率が向上する。
アイテムを使い切る・キャラクターが状態異常になるなど、設定したコマンドを完全に実行できないマクロは「不完全なマクロ」という状態になり、マクロアイコンが黄色で表示される。このようなマクロを実行すると、コマンドを実行できないキャラクターは行動順が回ってきても何も行動しない。また、パーティに入れ替わりが生じると、抜けたキャラクター以降が前詰めになり最後に新加入のキャラクターの行動が追加されるため行動順がずれる。このような落とし穴もあるので、マクロを活用する際はマメにチェックすることが必要である。

### 乗り物
乗り物として、流砂を乗り越えられる“ランドマスター”、氷を砕く“アイスデッカー”、水陸両用の“フロームーバー”が用意されている。過去のシリーズ作品では乗り物に搭乗した状態でエンカウントした敵であっても通常の戦闘を行っていたのに対し、本作では乗り物（マシン）に搭乗した状態でエンカウントした敵とはマシンに搭載された武装を使用した戦闘（マシンバトル）を行う。攻撃の際は通常兵器による攻撃の他に、回数制限のあるオプション兵器での特殊攻撃がある（宿泊などで使用回数は回復する）。なお、マシン搭乗時は強力な攻撃が行える反面、遭遇する敵も強力になる。
マシンバトル時は攻撃を受けてもキャラクターのHPが減少しない代わりに乗り物の耐久力(SP)が減少し、SPが0になるとパーティが全滅してゲームオーバーとなる。マシンバトルに勝利して通常フィールドに戻っても戦闘中に敵の攻撃によって減少したSPは回復しないが、移動によって少しずつ回復していく（宿泊などで全回復）。なお、オプション兵器の使用回数は移動によっては回復しない。
マシンバトルは遭遇した敵を能率的に捌けるが、得られるメセタ（報酬）と経験値が少なくなるという欠点がある。

### 「そうだん」コマンド
パーティのキャラクターが会話し、今行くべき場所とするべき行動を再確認する。ゲームが行き詰まったときの他に、ゲームを長時間放置したまま再開したときに、どこまで進めていたかを思い出すのに便利。パーティが1人のときは「ひとりごと」になる。

### ハンターズギルド
本筋のストーリーとは別に、ハンターズギルドで仕事の依頼を受けて報酬を受け取れる。このシステムは後に『ファンタシースターオンライン』へと受け継がれている。

## 設定

### ストーリー
惑星パルマが滅んで1000年。惑星モタビアには謎のモンスターが多数徘徊し始めた。そのために、モンスターを退治することを生業とする“ハンター”と呼ばれる人々がいた。
新米のハンターであるルディの初仕事は、モタビア・アカデミーの地下に巣くっているというモンスターの退治。師匠であるライラと共にモタビア・アカデミーに赴く。

### アルゴル太陽系
シリーズ第一作の『ファンタシースター』から約二千年が経つ間に、アルゴル太陽系の様態も大きく変化している。
第1惑星パルマ
高度な科学文明で発展の栄華を極めるが、千年前の人工衛星衝突により爆発消滅。今は軌道上に残るアステロイドベルトに、その痕跡を残すのみとなっている。
第2惑星モタビア
「モタビア星緑地化計画」によるテラフォーミングで、地表全体が砂漠から水や緑の豊かな星となり、多数のパルマ人が入植する。しかし惑星管理システムの崩壊により再び砂漠化が進み、今では人が住むのに適さない環境に戻りつつある。半年前から地殻変動が激しくなり新種のモンスターが異常発生している。自転軸が公転面に対してほぼ垂直のため、四季がない。
第3惑星デゾリス
かつては極寒の星であったが、惑星改造により平均気温が氷点下6度程度となる。大規模なラコニア鉱脈が見つかり、パルマ星から大量の労働入植者を受け入れるが閉山され、現在は鉱山労働者の子孫と先住種族デゾリアンによる独自の生活文化が形成されている。生態系の改造も行われ、低温に強い新しい動植物の食物連鎖が確立している。

## 登場人物

### パーティに参加するキャラクター
本作では、途中でメンバーの離脱加入が繰り返されるものの、最終的にはルディ・スレイ・ファル・フォーレンの4人にひとりを加えた5人でパーティを編成することになる。アルゴル三惑星人、ニューマン、アンドロイドとシリーズほぼ全ての種族を網羅する。
名前欄の（）内は日本国外版での名前、声はドラマCDのもの
ルディ・アシュレ（Chaz Ashley）
声 - 阪口大助
武器:剣系、短剣系
特技:剣技
本作の主人公。ストリートキッズで倉庫荒らしの常習犯だったところをライラに拾われる。ハンターとしての技術や社会のルール、礼儀を叩き込まれたルディが、ライラのパートナーとしての初仕事に挑むところから物語は始まる。16歳。各ステータスとも平均的に成長する。
ライラ・ブラングウェン（Alys Brangwin）
武器:スライサー系
特技:武技（スライサー）
ルディの師匠で「八つ裂きのライラ」の異名を持つ腕利きの女ハンター。仕事に対してはシビアで、ビジネスのなんたるかを心得ている。ブーメラン型の武器であるスライサーを自在に操る。しかし、物語中盤でジオの戦いで戦死してしまう。年齢不詳。序盤戦のみの参加ではあるが高いステータスを誇る。
ハーン・マーレイ
武器:短剣系
特技:秘術
モタビア・アカデミーでホルトの助手を務める生命学研究者。実家はクルップの村の防具屋で、将来を誓った婚約者がいる。田舎育ちの温厚さが災いして序盤ではライラの金づるにされる。24歳。テクニック関連以外の能力は低め。
スレイ・ウォルシュ（Rune Walsh）
声 - 井上和彦
武器:ロッド系
特技:マジック
太古の昔に消滅したはずの伝説の能力「マジック」を使いこなす凄腕の魔道士。以前はライラとコンビを組んでいた。ストーリー後半で、本シリーズの主要人物との関わりが明らかになる。年齢不詳。テクニック能力に長けており、特技のマジックは後半の敵に効果を発揮する。その他の能力は最低クラスだが防御に関しては両手に盾を装備することで補うことができる。
パイク（Gryz）
武器:アクス系
特技:武技（アクス）
モタビアンの戦士集団「モタビアンマニア」のリーダー。ジオの襲撃で故郷と両親を失い、その仇を討つためにパーティに加わる。妹のパナと地震が苦手。19歳。典型的な戦士タイプでテクニック関連は弱いが、メカに効くプロセダンが使える。
ファル（Rika）
声 - 野上ゆかな
武器:クロー系
特技:体術
本作のヒロイン的存在。惑星モタビアの将来の環境変化に適応するため、バイオプラントの管理システム・シードにより作り出された“ニューマン”。IIのネイ同様、クロー（鉤爪）を武器とした近接戦と回復、補助系のテクニックが得意。1歳。戦闘では素早さが高く最初に行動することが多い。仲間になった時点ではレベル1であり倒されやすいが、数回の戦闘であっという間に仲間と同等のレベルに成長する。
フレナ（Demi）
声 - 岩男潤子
武器:ガン系（軽火器）
特技:内蔵装備
モタビア星の環境維持システムを管理している人工知能体の少女型アンドロイド。ジオによって暴走させられたエネルギープラント「ナルバス」を復旧しようとしてジオに襲われ、囚われの身となる。324歳。火力ではフォーレンに劣るが全体回復技を持っており、重宝する。同じアンドロイドのフォーレンが感情を表さず機械然としているのに対して、搭乗できるマシンの美しさを力説したり、内蔵装備の増設時に後ろを向いているように要求するなど、人間臭い言動をする。
フォーレン（Wren）
声 - 速水奨
武器:キャノン系、ガン系（重火器）
特技:内蔵装備
人工惑星ゼランでアルゴル太陽系の管理を司る総合管理ユニット。ベースは軍事用アンドロイドで戦闘能力に優れる。人間の喜怒哀楽が理解できず無駄なエネルギーの消費と考えている。998歳。仲間の中で最高のHP、攻撃力を誇るが、電気系の攻撃や特定の技に弱い。
ス・ラジャ
武器:ロッド系
特技:法術
デゾリアンの僧侶。人望があり、術者としての能力はかなり高い。親父ギャグをこよなく愛し、どんな状況でもカマしてくれるファンキーじいさん。85歳。ファル以上の回復能力を持ち、特技ではTPを回復させるものも持っている。
シェス・ティアニー（Kyra Tierney）
武器:スライサー系
特技:マジック
惑星デゾリスのエスパーの館で、神官見習いをしている少女。有り余る行動力で周囲を振り回し、問題児扱いされることもしばしば。ルツの熱狂的信者で盲信している。18歳。ライラに似たタイプだが、テクニックの方が得意で攻撃、回復、補助をバランスよく覚える。
シアム・シズラブラム（Seth）
武器:短剣系
ストーリー後半で登場する考古学者。人当たりがよく、なにかにかけてヨイショしてくる。しかし彼の使用するテクニックや特技には謎が多い。

### その他のキャラクター
ホルト
モタビア・アカデミーの教授でハーンの恩師。「バースバレー」調査中に行方不明に。
サーヤ
ハーンの婚約者。ハーンの実家があるクルップの村で子供達に勉強を教えている。
パナ
パイクの妹。故郷がジオによって滅ぼされたため、ある村に身を寄せている。
ドリン
モタビアンの情報屋。ライラのスリーサイズ等も知っていたりする。
シード
ファルの生みの親。モタビアのバイオプラントのメインコンピューターで人工知能。
ジオ
ダークファルスの復活を目論んでおり、謎の宗教団体を主宰している。
ギュナ
ラジャの親友で酒場のマスターをしている。
ラシーク
かつて、魔族の力でアルゴル太陽系の支配を企み、スレイと関わるある人物に倒された。
レ・ルーフ
リュクロスの精霊。アルゴル太陽系の秘密をルディたちに明かす。
デ・ヴァース
リュクロスの精霊。ルディたちの前に立ちふさがる。
サ・リュース
リュクロスの精霊。ルディたちの前に立ちふさがる。
リ・フェーズ
リュクロスの精霊。ルディに「禁断のテクニック」を授ける。
アリサ
『ファンタシースター』の主人公。エスパーの館でルディに伝説の剣「エルシディオン」を授ける。

## 移植版
| No. | タイトル                                                                      | 発売日                                           | 対応機種                                           | 開発元                 | 発売元         | メディア | 型式                                                                           | 備考                                                       |
| --- | ----------------------------------------------------------------------------- | ------------------------------------------------ | -------------------------------------------------- | ---------------------- | -------------- | --- | ------------------------------------------------------------------------------ | ---------------------------------------------------------- |
| 1   | SEGA AGES ファンタシースターコレクション                                      | 1998年4月2日                                     | セガサターン                                       | セガ                   | セガ           | CD-ROM | GS-9186                                                                        | 本作を含めた初期4部作を収録したオムニバスソフト。          |
| 2   | セガゲーム本舗 ファンタシースター 千年紀の終りに                              | 2004年12月17日                                   | Windows                                            | セガ                   | メディアカイト | CD-ROM | -                                                                              |                                                            |
| 3   | Sega Genesis Collection Sega Mega Drive Collection                            | 2006年11月7日 2007年2月2日                       | PlayStation 2                                      | Digital Eclipse        | セガ           | DVD-ROM | SLUS-21542 SLES-54333                                                          |                                                            |
| 4   | Sega Genesis Collection Sega Mega Drive Collection                            | 2006年11月16日 2007年2月2日                      | PlayStation Portable                               | Digital Eclipse        | セガ           | UMD | ULUS-10192 ULES-00556                                                          |                                                            |
| 5   | セガエイジス2500シリーズ Vol.32 ファンタシースター コンプリートコレクション   | 2008年3月27日                                    | PlayStation 2                                      | エムツー               | セガ           | CD-ROM | SLPM-62775                                                                     | 初期4部作+『II』外伝ソフトを収録したオムニバスソフト       |
| 6   | ファンタシースター 千年紀の終りに Phantasy Star IV: The End of the Millennium | 2008年6月24日 2008年12月22日 2008年11月14日      | Wii                                                | セガ                   | セガ           | ダウンロード （バーチャルコンソール）                                                                                    | -                                                                              | 日本では2019年1月31日に配信・発売を終了。                  |
| 7   | Sonic's Ultimate Genesis Collection SEGA Mega Drive Ultimate Collection       | 2009年2月10日 2009年2月20日                      | PlayStation 3 Xbox 360                             | Backbone Entertainment | セガ           | Blu-ray Disc DVD-ROM | PS3: BLUS-30259 BLES-00475 XB360: 68034 384-40210                              |                                                            |
| 8   | Phantasy Star IV: The End of the Millennium                                   | 2012年5月2日                                     | Windows                                            | セガ                   | セガ           | ダウンロード (Steam) | -                                                                              |                                                            |
| 9   | セガエイジス2500シリーズ Vol.32 ファンタシースター コンプリートコレクション   | 2012年12月19日                                   | PlayStation 3 (PlayStation Network)                | エムツー               | セガ           | ダウンロード （PS2アーカイブス）                                                                                         | NPJD-00028                                                                     | PS2版のアーカイブ配信版                                    |
| 10  | Sega Genesis Classics                                                         | 2018年5月29日 Switch 2018年12月7日 2018年12月6日 | Linux macOS PlayStation 4 Xbox One Nintendo Switch | d3t セガ               | セガ           | ダウンロード (Steam、PlayStation Store、 Microsoft Store、 ニンテンドーeショップ) BD-ROM Nintendo Switch専用ゲームカード | PS4: CUSA-10828 CUSA-09771 XBO: INL-SE10663080 Switch: HAC-P-AQGKB HAC-P-AQGKA |                                                            |
| 11  | ファンタシースター 千年紀の終りに Phantasy Star IV: The End of the Millennium | INT 2019年9月19日                                | メガドライブ ミニ                                  | エムツー               | セガゲームス   | プリインストール | - HAA-2520 - MK-16000                                                          | 本体にあらかじめインストールされた42作品の一つとして収録。 |
| 12  | セガ メガドライブ for Nintendo Switch Online                                  | 2021年10月26日                                   | Nintendo Switch                                    | 任天堂 エムツー        | 任天堂         | ダウンロード | -                                                                              |                                                            |

## 音楽
サウンドトラック
- PHANTASY STAR COLLECTION サウンド・コレクションII - IVのアレンジアルバム。
- ファンタシースター　ファーストシリーズ・コンプリートアルバム - I-IVの基板音源を完全収録。

## スタッフ
- オリジナル・ストーリー・プラン：吉田徹
- スクリプト：西山彰則
- サウンド・ディレクター：竹内出穂
- バトル・システム・プラン：津川一吉
- バトル・プログラム：円藤義秋
- バトル・プログラム・アシスト：船橋誠
- モンスター・グラフィック・デザイン：津川一吉、吉田徹、西山彰則、森司
- バトル・BG・デザイン：小玉理恵子、津川一吉
- システム・プラン：西山彰則
- システム・プログラム：山本大輔
- システム・プログラム・アシスト：柴田昌寿
- フィールド・グラフィック・デザイン：小玉理恵子
- キャラクター・デザイン：吉田徹
- メカニック・デザイン：津川一吉、西山彰則
- マップ・デザイン：吉田徹、西山彰則、津川一吉、森司
- オブジェクト・デザイン：西山彰則、津川一吉、吉田徹、小玉理恵子
- フォント・デザイン：西山彰則
- ビジュアル・イベント・プラン：吉田徹
- パペット・イベント・プラン：西山彰則
- イベント・プログラム：山本大輔
- イベント・プログラム・アシスト：柴田昌寿
- ビジュアル・イベント・グラフィック：吉田徹、小玉理恵子、津川一吉、森司
- 音楽：竹内出穂、中垣斉己
- サウンド・プログラム：竹内出穂、香嶋良昭
- 効果音：竹内出穂、中垣斉己
- スペシャル・サンクス：
  - 金成貫、林田浩太郎、上保徳彦、竹内靖、中村篤彦
  - 森田賢治、小川智章、参鍋誠二郎、田中宏幸、竹崎忠
  - 南雲靖士、相沢晶子、昨田喜尋、中村千恵子、成田尊
  - 川平慎二、小野健一、大原徹、白幡都弘、岡田谷弥栄子
  - 伊藤俊博、山崎朝矢、黒田妙子
- ディレクター：小玉理恵子、吉田徹

## 評価
- ゲーム誌『ファミコン通信』の「クロスレビュー」では8・5・8・5の合計26点（満40点）になっている[11]。

- ゲーム誌『メガドライブFAN』の読者投票による「ゲーム通信簿」での評価は以下の通りで24.8点（満30点）となっている[17]。また、1998年に刊行されたゲーム誌『超絶 大技林 '98年春版』（徳間書店）では、本作の特徴を「派手なアニメーションバトル」と位置付けており、基本的なコマンドが充実しているとした上で「遊びやすくなっている」と肯定的に評価、またコンビネーションバトルの追加により「戦闘の幅が広がった」と称賛した[17]。

| 項目 | キャラクタ | 音楽 | お買得度 | 操作性 | 熱中度 | オリジナリティ | 総合 |
| 得点 | 4.4        | 4.0  | 4.0      | 4.2    | 4.4    | 3.9            | 24.8 |

- ゲーム本『メガドライブ大全』（2004年、太田出版）では、同シリーズの『II』のゲームシステムを基本としていると指摘した上で、「コンビネーション」や「マクロ」などの追加により「快適に遊べるよう進化している」と肯定的に評価した他、「ダークファルス」がザコキャラクターとして扱われている点に関しては疑問を呈したものの、『I』のラシークやルツ、『II』のネイを思わせる『ファル』などのキャラクターの存在を挙げた上で「『完結編』にふさわしい」と称賛した[18]。

## 関連商品

### 書籍
『テレビランドわんぱっくNo142 ファンタシースター 〜千年紀の終りに〜 ゲームガイドブック』
徳間書店発行の「テレビランドわんぱっく」別冊の攻略本。アイテムやモンスターリスト、街や村のショップで売られているアイテム一覧、終盤を除く全ダンジョンのマップなどを網羅した全226ページ。おまけでシリーズを通したアルゴル史の年表がまとめられている。
その他、シリーズを通した書籍については『ファンタシースター#書籍』を参照。